# Scaphispatha gracilis
Scaphispatha gracilis är en kallaväxtart som beskrevs av Adolphe-Théodore Brongniart och Heinrich Wilhelm Schott. Scaphispatha gracilis ingår i släktet Scaphispatha och familjen kallaväxter. Inga underarter finns listade.